# 9491 Thooft
9491 Thooft è un asteroide della fascia principale. Scoperto nel 1971, presenta un'orbita caratterizzata da un semiasse maggiore pari a 2,2137609 au e da un'eccentricità di 0,1341983, inclinata di 5,04845° rispetto all'eclittica.
L'asteroide è dedicato al fisico olandese Gerardus 't Hooft.